# San Lorenzo de Calatrava
San Lorenzo de Calatrava  és un municipi de la província de Ciudad Real a la comunitat autònoma de Castella-La Manxa.

## Demografia
| 1991 | 1996 | 2001 | 2004 |
| ---- | ---- | ---- | ---- |
| 361  | 324  | 318  | 279  |

## Personatges il·lustres
- Ángela Vallvey, escriptora (1964)